# مجلس الشؤون السياسية والأمنية
مجلس الشؤون السياسية والأمنية هو مجلس تابع لمجلس الوزراء السعودي ويختص بالأمور السياسية والأمنية للمملكة العربية السعودية، أُنشئ بقرار من العاهل السعودي الملك سلمان بن عبد العزيز آل سعود، ملك المملكة العربية السعودية، في 29 يناير 2015، ويرأس المجلس الأمير محمد بن سلمان آل سعود ولي العهد رئيس مجلس الوزراء. ويعد المجلس بديلا لمجلس الأمن الوطني السعودي والذي ألغي مع تولي الملك سلمان الحكم في البلاد.

## أهداف المجلس
يتولى المجلس رسم سياسات عامة للدولة ويكون تكريساً لمبدأ العمل المؤسسي الفاعل والسريع في التعاطي مع المستجدات خاصة السياسية والأمنية
منها، وأنه يتفق تماماً مع الدور الأصيل لمجلس الوزراء باعتباره المسؤول عن رسم السياسات ومتابعة تنفيذها.

## أعضاء المجلس
| أعضاء مجلس الشؤون السياسية والأمنية                                     | أعضاء مجلس الشؤون السياسية والأمنية |
| ----------------------------------------------------------------------- | ----------------------------------- |
| ولي العهد، رئيس مجلس الوزراء (حالياً بأمر ملكي) ((استثناء))              | رئيس المجلس                         |
| وزير الداخلية                                                           | عضو                                 |
| وزير الحرس الوطني                                                       | عضو                                 |
| وزير الخارجية                                                           | عضو                                 |
| وزير الإعلام                                                            | عضو                                 |
| خالد بن سلمان بن عبدالعزيز وزير الدفاع                                  | عضو                                 |
| عادل بن أحمد الجبير، وزير الدولة للشؤون الخارجية وعضو مجلس الوزراء      | عضو                                 |
| مساعد بن محمد العيبان، وزير الدولة عضو مجلس الوزراء                     | عضو                                 |
| صالح بن عبد العزيز آل الشيخ، وزير الدولة عضو مجلس الوزراء               | عضو                                 |
| خالد بن عبد الرحمن العيسى، وزير الدولة وعضو مجلس الوزراء                | عضو                                 |
| رئيس الاستخبارات العامة                                                 | عضو                                 |
| رئيس أمن الدولة                                                         | عضو                                 |
| تركي بن محمد بن فهد بن عبد العزيز آل سعود، وزير الدولة عضو مجلس الوزراء | عضو                                 |
| مستشار الأمن الوطني                                                     | عضوًا ومشرفًا على أمانة المجلس        |